# 厄倪俄冰川
77°29′S 162°1′E / 77.483°S 162.017°E
厄倪俄冰川（Enyo Glacier），是南極洲的冰川，位於維多利亞地的斯科特海岸，處於奧林匹斯山脈東部，全長1.1公里，以希臘神話的女神厄倪俄命名，現時由南極條約體系管理。